# 张寿 (1930年)
张寿（1930年—2001年），男，江苏常熟人，中华人民共和国政治人物。

## 生平
早年毕业于上海交通大学造船系，后留校任职。1958年，任上海市原子能专业委员会副主任。1976年，担任上海交通大学党委副书记。1982年，任国家计划委员会副主任。1989年，任中国船舶工业总公司总经理。1992年，任国务院经济贸易办公室副主任。1998年3月，第九届全国人大第一次会议上，他当选全国人民代表大会常务委员会委员。